# День независимости Бразилии
День независимости Бразилии (7 сентября) — национальный праздник страны. Отмечается ежегодно после того, как 7 сентября 1822 года Бразилия провозгласила независимость от Португалии. Является официально нерабочим днём по всей стране. В этот день в столице страны — г. Бразилиа — проходит праздничный военный парад. На нём обязательно присутствие Президента страны и членов правительства. Средняя посещаемость парада в столице — 30 тыс. чел. Похожие торжества, а также шумные народные гулянья проводятся практически во всех крупных и мелких городах и сёлах Бразилии. Сами бразильцы относятся к данному празднику очень уважительно.

## Законодательство
- Федеральный закон 662, от 6 апреля, 1949 г., провозгласил день независимости частью оплачиваемого отпуска занятых бразильцев.
- Федеральный закон 5.571, от 28 ноября, 1969, составил протокол празднования дня независимости в столице страны.